# Emmerich von Babarczy

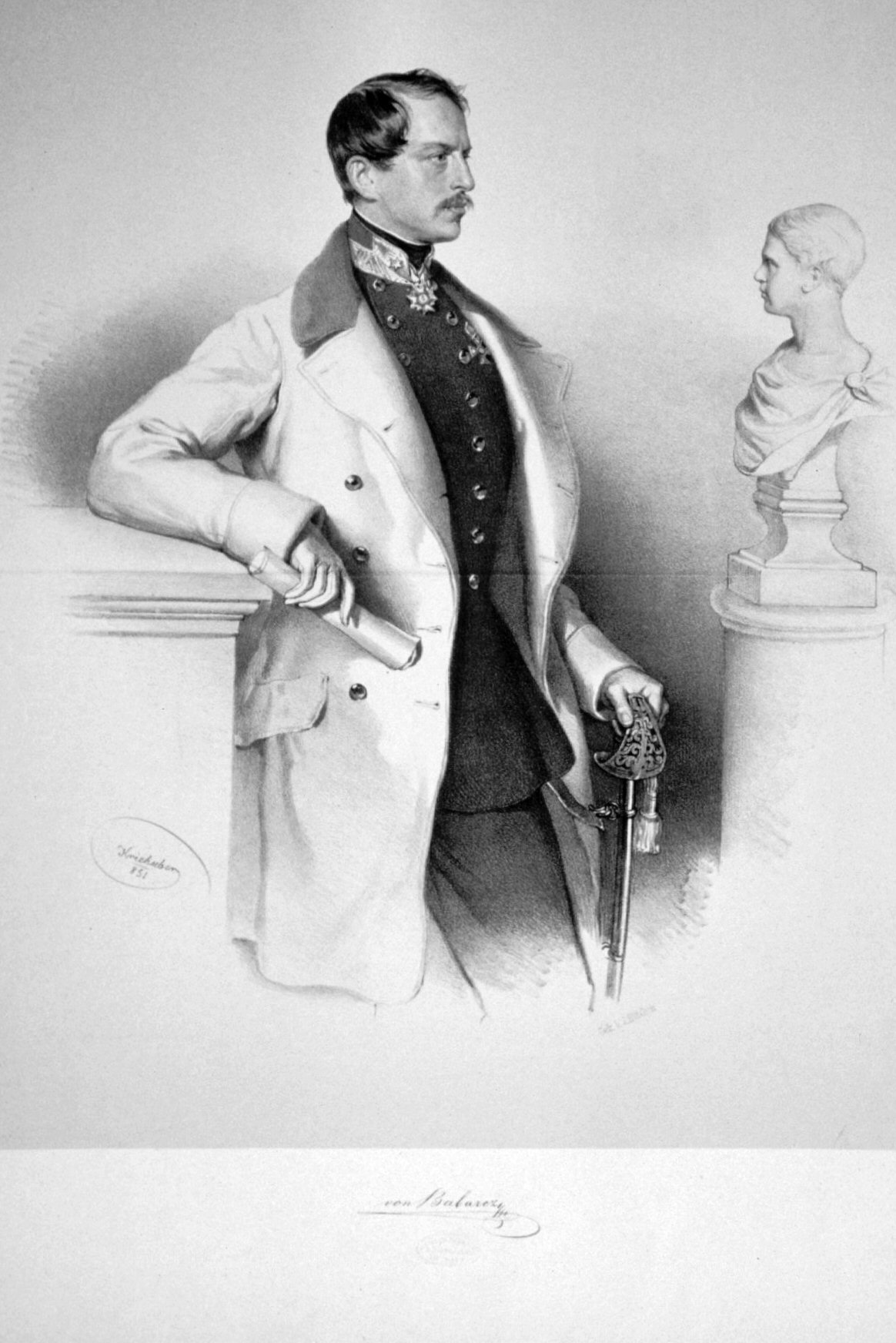
Emmerich Freiherr von Babarczy

Emmerich Freiherr von Babarczy, auch Emerich Baron de Babárczy (* 1818; † 24. Dezember 1881 in Wien) war ein k. u. k. Kämmerer und Feldmarschallleutnant, Unterleutnant und Hauskommandant der 1. Arcièren-Leibgarde, aber auch Schriftsteller ungarischer Abstammung.

## Biographie

### Militärischer Werdegang
Babarczy beschritt nach Besuch des k. k. Theresianums in Wien (1828–1835) die Offizierslaufbahn.
Während des Ungarnaufstands von 1848/49 tat sich der Erste Rittmeister durch großen Mut hervor. Schon zu Beginn der noch nicht offen ausgesprochenen Feindseligkeiten und dem Hervortreten der magyarischen Separationsgelüste steckte er zusammen mit dem damaligen Oberst des Regiments (damals noch galizisches Chevaulegers-Regiment Erzherzog Ferdinand Nr. 3) Adam von Waldstein die kaiserlichen Fahnen und Farben auf. Er arbeitete mit patriotischen Aufrufen und Kundgebungen, vor allem in den sächsischen und rumänischen Ortschaften mit aller Energie gegen die Revolutionspartei, bevor der kommandierende General Freiherr von Puchner der Kriegszustand in Siebenbürgen proklamierte. Für sein Verhalten wurde er mit dem k. k. Militärverdienstkreuz mit der Kriegsdekoration geehrt und zum Major befördert.

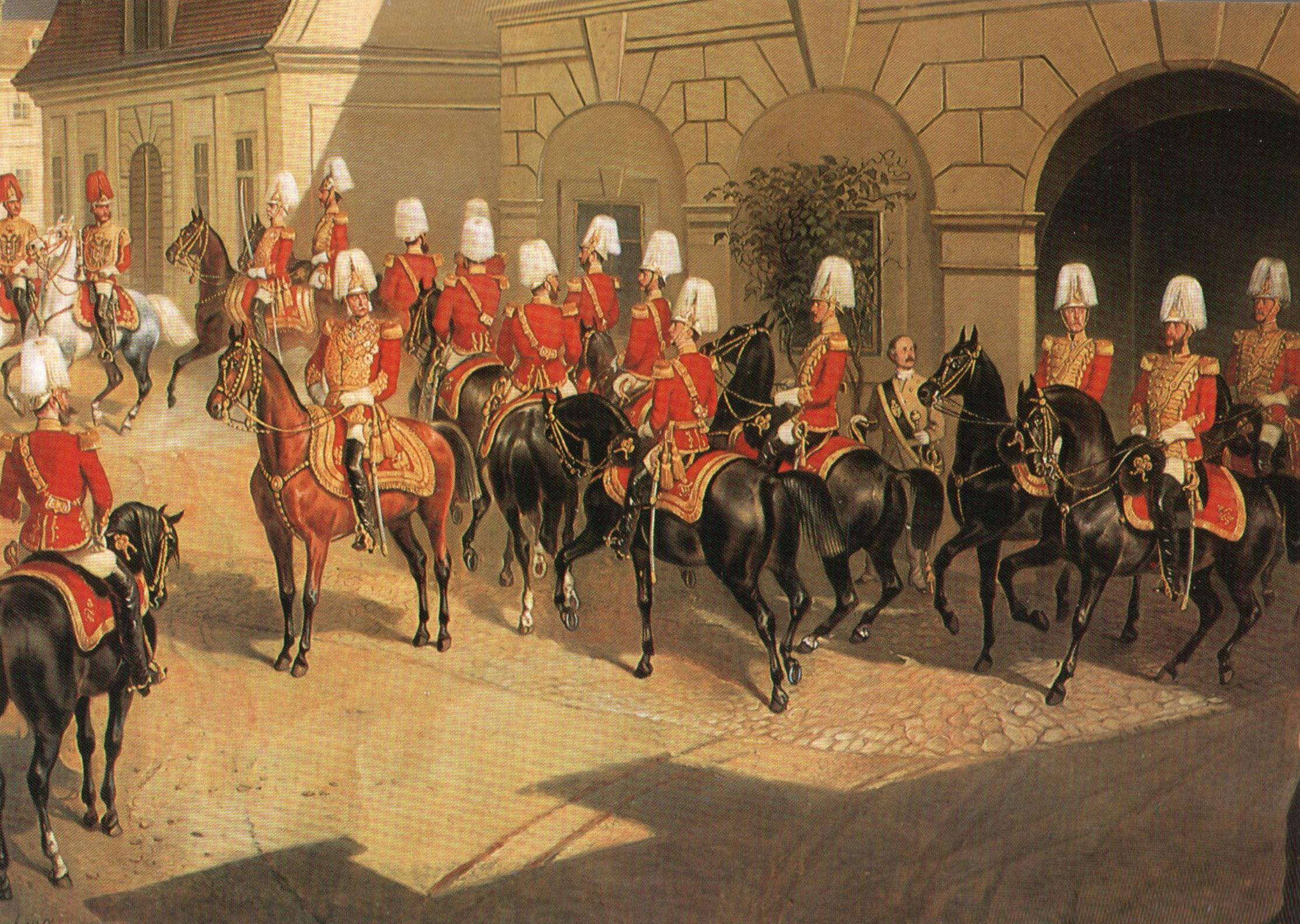
Arcièren-Leibgarde 1868

In der Folge leistete er Adjutantendienste bei Erzherzog Joseph und schrieb in dieser Zeit seine drei Bücher. „Bekenntnisse eines Soldaten“ (1850), „Erläuterungen zu den Bekenntnissen eines Soldaten“ (1851) und „Carlsbad und seine Umgebungen“ (1851).
Der Major, im nun Ulanenregiment Erzherzog Maximilian Nr. 8 genannten Regiment, war 1851 Flügeladjutant Kaiser Franz Joseph I. und bereits auch Ritter II. Klasse des kaiserlich russischen Sankt-Stanislaus-Ordens, Komtur des sächsischen Verdienstordens und Großkreuz des Ordens König Franz I. Der Offizier wurde 1852 der kaiserlichen Militär-Zentral-Kanzlei im Armeeoberkommando unter Feldmarschalleutnant Karl Ludwig von Grünne zugeteilt.
Als Oberstleutnant (1853) war er Premierwachtmeister in der ersten Arcièren-Leibgarde des Kaisers. Überraschend wurde er am 18. Februar 1855 zu Wien mit dem Vorbehalte seiner nachträglichen Superarbitrierung (Erklärung der Dienstuntauglichkeit), vorläufig in den zeitlichen Pensionsstand übernommen.
Bereits 1856 wieder im aktiven Dienst, ernannte der Kaiser Babarczy mit Rang vom 19. September 1861 zum Oberst mit Belassung auf dem damaligen Dienstposten.
Mit Ernennung und Rang vom 13. Jänner 1869 rückte der Offizier, zu dem Zeitpunkt Unterleutnant und Hauskommandant der 1. Arcièren-Leibgarde, zum Generalmajor und fungierte 1870 unter den angestellten Generälen. Als einer der ersten erhielt er noch 1873 die Kriegsmedaille.
Der Freiherr wurde schließlich noch am 1. Mai 1879 (Rang vom 20. April des Jahres) zum Feldmarschalleutnant befördert.
Sein Bruder war der Politiker Anton von Babarczy.

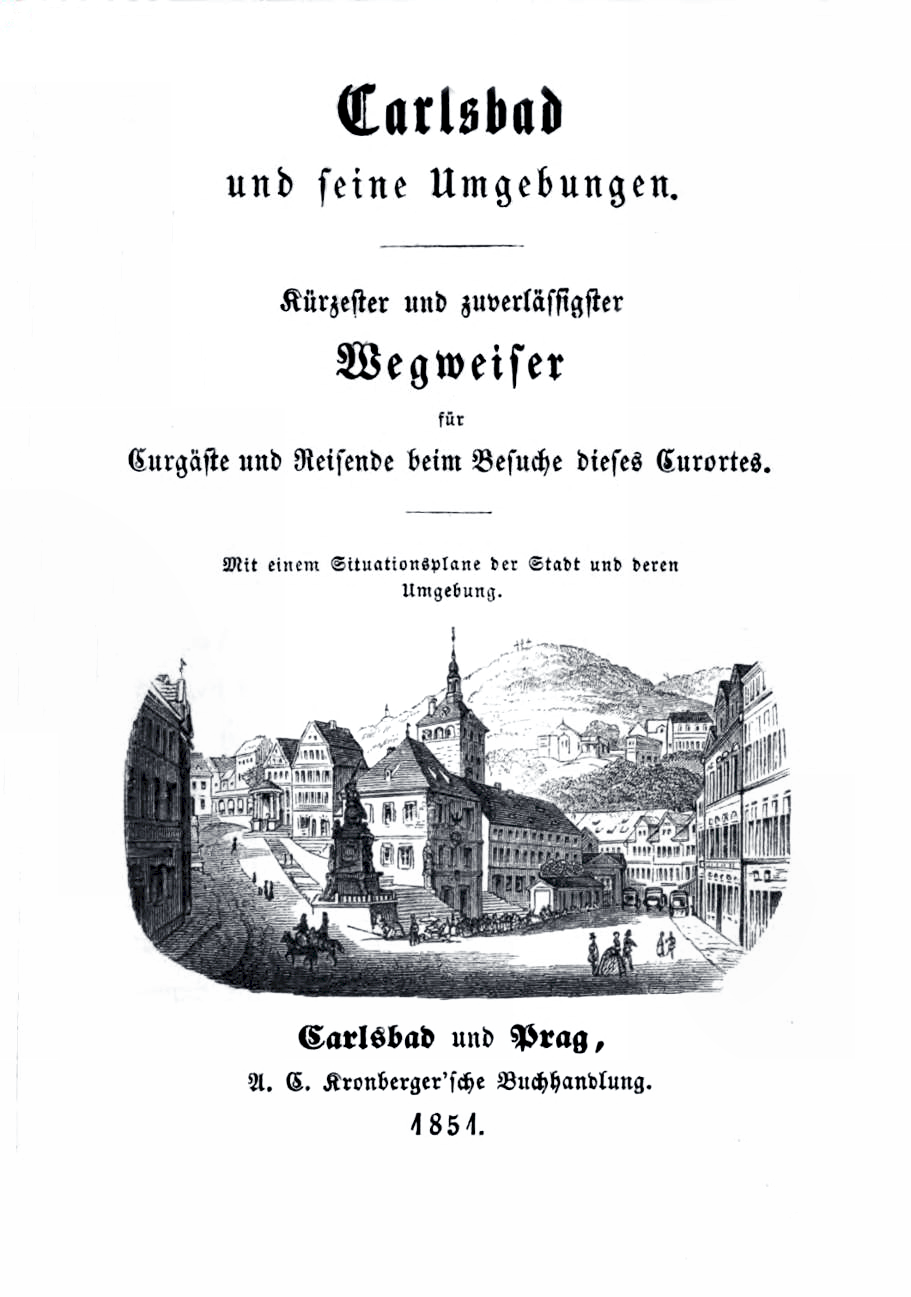
Carlsbad und seine Umgebungen 1851, Deckblatt

### Zu seinem Hauptwerk
In seinem 1850 erschienenen Buch „Bekenntnisse eines Soldaten“ (Wien) richteten vor allem Sprache und Inhalt von allen Seiten die Aufmerksamkeit auf diese Schrift, worin mit militärischer Offenherzigkeit die Notwendigkeit des Übergewichts der Militärherrschaft, um die Umtriebe der Revolution zu bekämpfen, darzutun sowie das Unhaltbare konstitutioneller Reformen namentlich für Österreich zu erweisen gesucht wurde oder, wie Richard Kralik bündig zusammenfasste: „Für Militärherrschaft und gegen konstitutionelle Versuche“. In der Journalistik erhielt das Werk eine Beleuchtung, welche den Wert desselben von jedem Gesichtspunkt aus sehr in Frage stellte.
Das Buch stellte eine der bekanntesten Wortmeldungen für einen starken Staat dar, dessen antikonstitutionelle und autoritäre Thesen sogar den Kaiser irritierten.
Bezeichnend für sein diesbezügliches Denken war das gewählte Motto nach einem „alten Lied“, das er an den Anfang seiner Auslassungen schrieb:

„Der erste König war ein glücklicher Soldat,

Den letzten König stürzt das Proletariat.

Dem folgt die Anarchie, die frisst die eignen Glieder,

Und nach dem l e t z t e n König kommt der e r s t e wieder.“

## Werke
- Bekenntnisse eines Soldaten. Verlag Jasper, Hügel, Wien 1850 (Google Buch).
- Erläuterungen zu den Bekenntnissen eines Soldaten. Verlag Jasper, Hügel, Wien 1851.
- Carlsbad und seine Umgebungen. Verlag A. C. Kronberger, Karlsbad und Prag 1851.

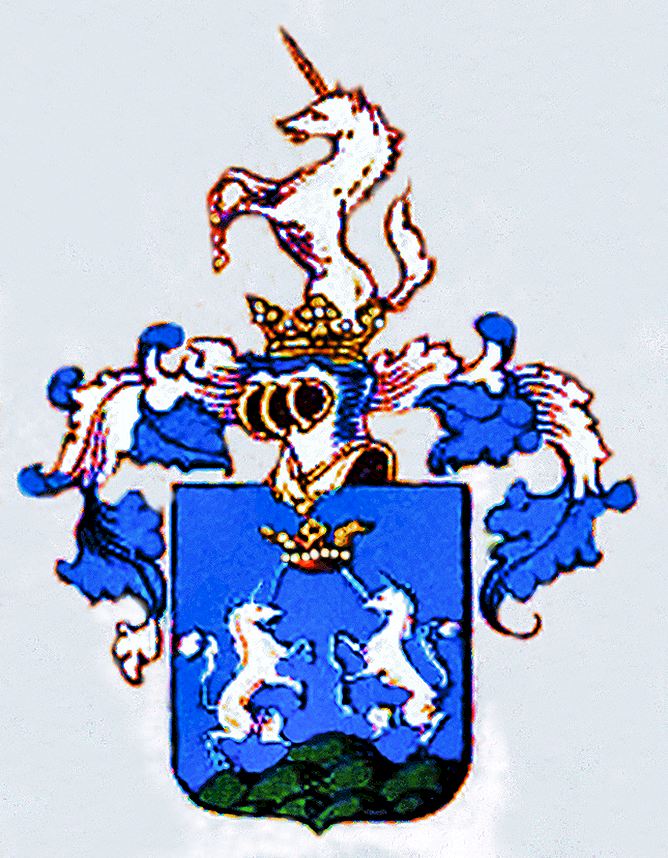
Wappen der Freiherrn von Babarczy 1681

## Wappen
1855: In blauem Schild auf grünem Dreiberg zwei einwärtssehende, aufspringende, silberne Einhörner eine goldene Krone an zwei Stangen in ihrer Mitte hoch haltend. Auf dem goldgekrönten Helm ein silbernes Einhorn mit goldenem Horn und Hufen. Die Decken sind blau-silbern.